# 2024년 마르티니크 사회 불안
2024년 마르티니크 사회 불안에 관한 내용이다.
2024년 9월부터 프랑스령 카리브해 지역인 마르티니크 전역에서 광범위한 시위와 폭력적인 대결이 벌어졌다. 이러한 불안은 높은 생활비, 그에 따른 프랑스 중앙 정부의 여러 자치단체에 대한 공개 시위 금지, 그리고 이전에 몇몇 젊은 시위자들에 대한 살인을 저지른 혐의로 65년 이상 영토에서 금지된 엘리트 진압 경찰의 배치로 인해 발생한다.

## 배경
2024년 이전 몇 년 동안 마르티니크는 인종 및 경제 분야의 불평등에 반대하는 여러 차례의 광범위한 시위의 장소였다. 특히 2021년 11월 프랑스 정부가 시행한 코로나19 제한 조치에 대해 여러 민간인이 항의하는 코로나19 범유행 기간 동안 시위와 시민 불안이 만연했다. 이러한 시위는 9월 중순에 이루어진 프랑스의 요구 사항에 맞서 이웃 과들루프 노동 조합과 협력하여 시작되었다. 2020년부터 장거리 여행, 레스토랑, 스포츠 경기장 및 기타 공공 장소에 입장하기 위해 의료 종사자를 위한 코로나19 예방 접종을 인증하는 패스를 취득해야 한다. 시위는 또한 광범위한 인종적, 경제적 불평등에 대한 분노를 표명하고 일반 급여 인상, 교사 채용 증가, 실업 수당 확대를 요구했다. 항의에 대해 프랑스 정부는 “공화국 법이 프랑스의 모든 지역, 즉 과들루프와 마르티니크에 적용되어야 한다면 적용 방식은 위생적, 사회적 상황에 맞게 조정되어야 한다."는 성명을 발표했다.
시위로 인해 프랑스 보안군과 인근 언론인 여러 명에게 여러 발의 총성이 발사되었다. 다수의 경찰관이 부상을 입었고 10명이 체포됐다. 프랑스 대변인 가브리엘 아탈은 시위에서 발생한 폭력 사태를 "받아들일 수 없다"고 비난했다. 폭력 사태 외에도 시위자들은 여러 개의 장애물을 설치했고, 많은 지방자치단체에서는 자동차에 불을 지르고 약탈을 벌여 시위대를 해산하기 위해 섬광 수류탄과 최루탄을 사용해야 했다.

## 같이 보기
- 2024년 누벨칼레도니 폭동
- 2024년 마요트 위기
- 프랑스 반바르니에 정부 시위